# Église Saint-Nicolas de Bari
Ne doit pas être confondu avec Basilique Saint-Nicolas de Bari.
L'église Saint-Nicolas (russe : Храм Св. Николая ; italien :  chiesa di San Nicola) est une église située à Bari (Italie), dans le quartier Carrassi (it), corso Benedetto Croce. Elle est dédiée à saint Nicolas. 

## Histoire
La construction de l'église remonte au début du XXe siècle. En 1911, la Société impériale orthodoxe de Palestine charge Alexeï Chtchoussev de construire cette église, dont la première pierre est posée le 22 mai 1913, en présence du prince Jevakhov, mais l'église n'est terminée qu'après la fin de la Première Guerre mondiale.
En 1937, l'église devient la propriété de la municipalité de Bari.
Récemment rénovée[Quand ?], l'église russe continue d'être un point de référence des civilisations de l'Europe de l'Est et du bassin oriental de la mer Méditerranée. 
Le 5 avril 2001, le patriarche de Moscou et de toutes les Russies Alexis II a reçu à sa résidence de travail du monastère Danilov le maire de la ville de Bari Simeone di Cagno Abbrescia. Un accord a été conclu sur le transfert des « chambres du tsar » à l'Église orthodoxe russe, un complexe de pèlerinage adjacent à l'église Saint-Nicolas. Des ajouts correspondants ont été apportés à l'accord de coopération entre l'Église orthodoxe russe et les autorités de la ville de Bari, signé le 23 novembre 1998.
Le 14 mars 2007, à l'occasion de la visite du Premier ministre russe Vladimir Poutine à Bari, commencent les négociations pour le transfert de l'église à la Russie. 
Le don officiel a lieu le 1er mars 2009 en présence du président de la République Giorgio Napolitano et du président de la fédération de Russie Dmitri Medvedev,.

## Autres images

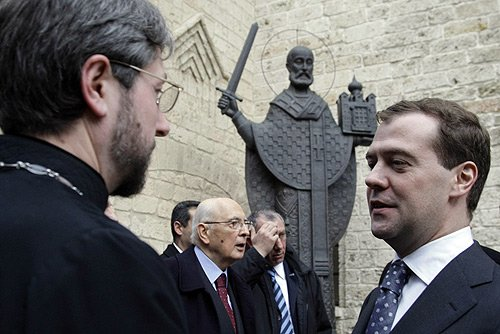
Les présidents Napolitano et Medvedev en visite à l'église, 1er mars 2009
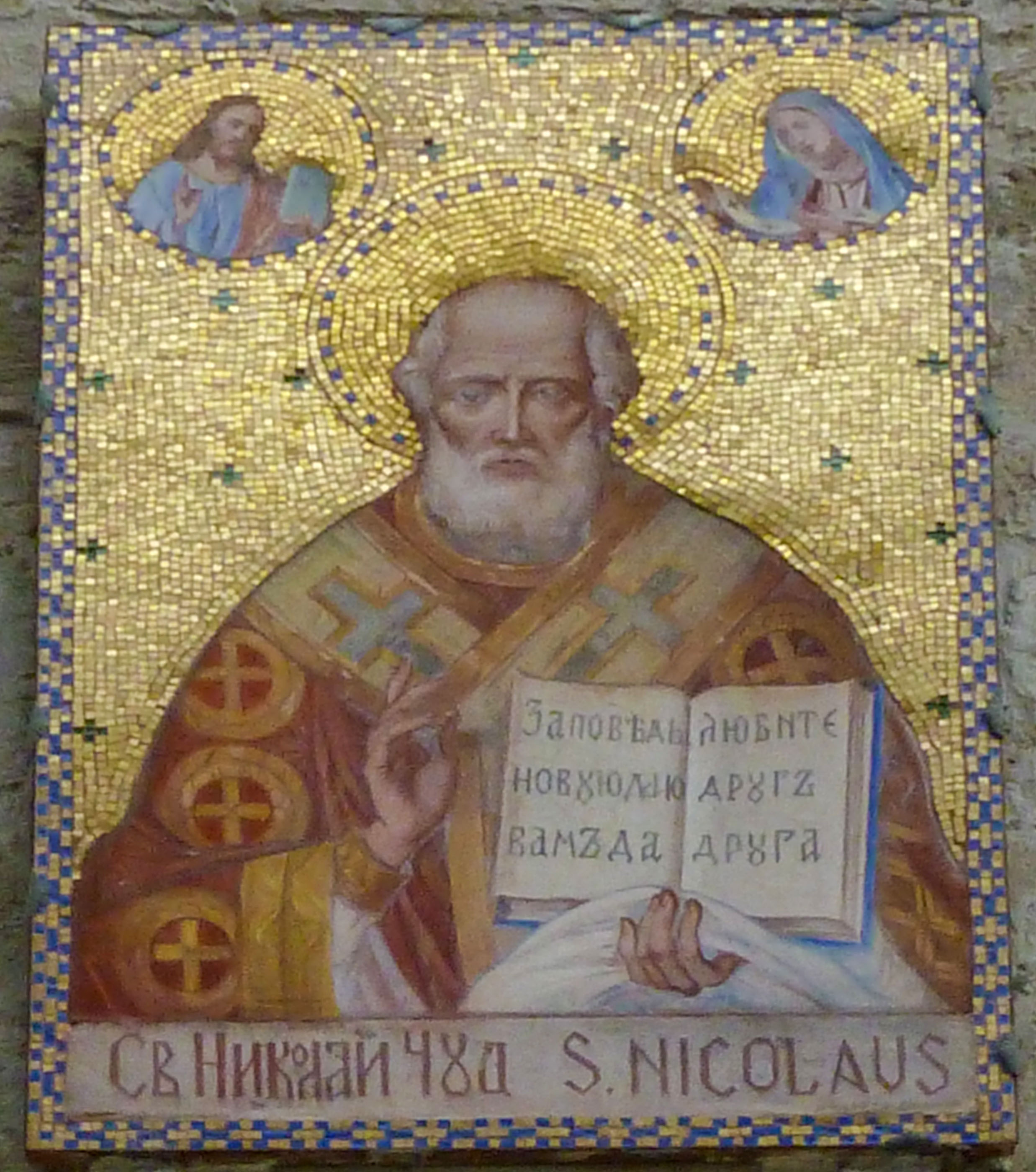
Mosaïque de saint Nicolas à l'intérieur de l'église.
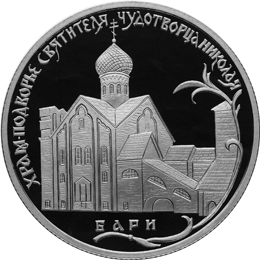
Pièce commémorative de la Banque de Russie avec l'image de l'église de Saint-Nicolas à Bari, 2 roubles d'argent, 2011